# Сукоби у Нагорно-Карабаху 2016.
Сукоб у Нагорно-Карабаху 2016. године, био је војни сукоб између Републике Азербејџан и већинских Јермена из Нагорно-Карабаха уз подршку Републике Јерменије.
Сукоб је почео 1. априла 2016. године нападом оружаних снага Републике Азербејџан на непризнату Републику Нагорно-Карабаха.

## Позадина
Сукоб између Јерменије и Азербејџана почео је 1988. године након што је већинско јерменском региону Нагорно Карабаху проглашена сецесија од Азербејџанске Совјетске Социјалистичке Републике. Нагорно Карабах прогласио је независност 1991. године, што је довело до рата који је трајао све док није потписан мировни уговор у Бишкеку, уз посредовање Русије, 1994. године.

## Оружана дејства
У ноћи између 31. марта и 1. априла су Нагорнокарабашка Република и Азербејџан оптуживали једни друге за гранатирање међусобних положаја. Први војни сукоби су избили у ноћи између 1. и 2. априла нападом азербејџанских војних снага на позиције јерменских у области Нагорно-Карабах. Обе стране су оптуживале једна другу за масивна гранатирања и цивилне жртве. Информације о оружаним сукобима су се појавиле на друштвеним мрежама Твитер и Фејсбук. На почетку сукоба, азербејџанска страна је отворила артиљеријску ватру, а затим почела да примењује тенкове и хеликоптере. Према прес службе Министарства одбране непризнате НКР, Војска Азербејџана у ноћи између 1. и 2. априла покренула офанзиву у неколико области у зони сукоба Карабаха уз употребу артиљеријске ватре, оклопних возила и авиона. У исто време артиљеријски напади су примењени на места сталног распоређивања одређеног броја војних јединица, као и на поједина насељена места. Азербејџанска страна је извела војну офанзиву на неколико стратешких тачака у Карабаху, укључујући села Сејсулан, висине око села Талиш и Лелетепе у правцу града Физули. До вечери 2. априла, обе стране су пријавиле много мртвих и рањених. Према изворима агенције "Интерфакс", на већем делу линије фронта у Нагорно-Карабаху су настављене интензивне борбе. Већином су вођени на северо-источном и југо-источном правцу. У регионима Мардакерт и Хадрут је било чарки са употребом тешке артиљерије. Према извештајима оружаних сукоба са линије, снаге Нагорно-Карабаха су повратиле контролу над великим делом прекограничног места Талиш (Мардакертски регион), и повратили контролу над стратешки важним тачкама у близини насеља. Азербејџанско Министарство одбране демантовало је ову информацију, рекавши да "азербејџанске трупе држе под контролом стратешке тачке око села Талиш, као и друге територије које су вратиле под своју контролу". У вечерњим сатима, Министарство одбране Азербејџана саопштило је да су нападе почеле Оружане снаге Јерменије, док Министарство одбране Јерменије наводи да је азербејџанска страна предузела офанзивне акције. Обе стране су саопштиле да имају губитке. У борбама је погинуло 20 јерменских војника и 10 цивила од којих један дечак, а на азербејџанској страни је погинуло 15 војника и 2 цивила.
У јутарњим сатима 3. априла, Министарство одбране Азербејџана је саопштило једнострани прекид ватре. Министарство одбране НКР је објавило видео снимке у околини села Сеисулан где према подацима Министарства има 21 заробљени азербејџански војник. НКР Министарство одбране је објавило да је село Сеисулан остало под јерменском контролом На интернету се појавио видео-снимак ракетног гранатирања азербејџанске војске по Нагорно-Карабаху 2. априла. Јерменија и Азербејџан су раније саопштили да је дошло до заоштравања ситуације у зони карабашког конфликта. Према саопштењима прес-службе Министарства одбране непризнате Нагорнокарабашке Републике, азербејџанска страна је у ноћи између 3. и 4. априла наставила да гађа из минобацача и офанзивног оружја положаје војске Карабаха и јерменска насеља на читавој линији разграничења
Оружане снаге Азербејџана су добиле наређење 4. априла да се налазе у стању пуне борбене готовости по наређењу министра одбране те земље генерал-пуковника Закира Хасанова. Азербејџанска страна је саопштила да је у току дана погинуло тројица војника. Јерменски председник Серж Саргсјан је изјавио да би сукоб могао прерасти у отворени рат.
Дана 5. априла, једна граната испаљена из Јерменије пала је на северни део Ирана, јавила је иранска агенција Фарс и додала да није било жртава. Портпарол Министарства одбране Јерменије потврдио је 5. априла да су у току припреме за прекид ватре у Нагорно-Карабаху. Портпарол Министарства одбране Азербејџана Вагиф Џаргахли изјавио је да је Азербејџан у сагласности са јерменском страном прекинуо војне операције на линији ватре у Нагорно-Карабаху од 12 часова 5. априла.

## Губици
Према америчком Стејт департменту Азербејџан је имао велике губитке али број није прецизиран. Један службеник Стејт департмента је изнео податак да је погинуло укупно 350 људи на обе стране док руски аналитичари тврде да је азербејџанска војска имала 800 погинулих војника.
Подаци једне и друге стране се не подударају али се претпоставља да је Азербејџан имао доста веће губитке од јерменске стране упркос чињеници да је војска Азербејџана доста боље опремљена и наоружана.
Независни извори из Азербејџана признају губитак 94 својих војника. Војска Азербејџана је током сукоба изгубила 25 тенкова, 2 хеликоптера, 5 оклопних возила, 1 ракетни лансер и 14 дронова. Јерменија и Нагорнокарабашка Република признају да су Јермени током сукоба имали 88 погинулих војника и 14 тенкова док са друге стране тврде да су ликвидирали преко 300 азербејџанских агресора. Током сукоба је погинуло најмање 30 азербејџанских специјалаца.
Више десетина цивила је погинуло, а Војска Азербејџана је током сукоба починила и ратне злочине над јерменским заробљеницима и цивилима. Један азербејџански војник је објавио фотографију са одсеченом главом језидског војника који је служио у војсци Јерменије.

## Закључци
Азербејџан је рачунао на своју велику предност у наоружању и планирао блицкриг, међутим сви планови су им пропали јер су Јермени пружали жесток отпор упркос жестоком гранатирању и нападима којима су били изложени.
Војска Азербејџана је користила модерне руске артиљеријске системе БМ-30 Смерч и ТОС-1 и друге најмодерније системе али је показала недовољно висок ниво обученост у руковању софистицираном техником па је убрзо покушала да искористи своју бројчану надмоћ и елитном пешадијом покушавала да се пробије али ова тактика ипак није испунила очекивања јер су Јермени високо моралисани остајали на позицијама и борили се против вишеструко јачег нападача. Забележено је више примера јунаштва када су Јерменски војници жртвовали своје животе иако су имали прилику да се повуку.
Пешадијски напади су били пропраћени тенковским и хеликоптерским нападима али упркос томе Азербејџанска армија је остварила само минимално напредовање уз велике губитке. Азери су у нападима користили тенкове Т-90 и модернизоване Т-72 од којих су многи били уништени.
Јермени су се показали као правични и храбри борци па су убрзо стекли подршку солидарности из целог света изузев из Турске и исламистичких земаља док је са друге стране Азербејџан показао слабу војну организацију, регуларни азерски војници су показали низак морал изузев екстремних националиста.
Азербејџан је успео да освоји између 8–20 km² територије али по високој цени, за шта је жртвовано најмање 200 азерских војника и официра и више десетина комада технике. Председник Азербејџана Илхам Алијев је ово нацији представио као велику победу упркос великим губицима.
Аналитичари се слажу да нико ништа није добио, Азербејџан је заузео мало парче земље по високој цени, а Јермени су им нанели тешке губитке и притом показали да Војска Азербејџана по организацији и храбрости није дорасла јерменским снагама.

## Међународне реакције

### Наднационални органи
- Европска унија - Председавајући Организацијом за безбедност и сарадњу у Европи, немачки министар спољних послова Франк-Валтер Штајнмајер изразио је забринутост због развоја ситуације у зони сукоба у Нагорно-Карабаху. Високи представник Европске уније за спољне послове и сигурносну политику Федерика Могерини позвала је обе стране „да одмах прекину борбе и започну прекид ватре”.[10][11]
- ОЕБС - Један од председавајућих Минске групе ОЕБС-а Џејмс Ворлик рекао је 2. априла да ће се ова група састати 5. априла поводом сукоба у Нагорно-Карабаху.[12]
- Савет Европе - Председник Парламентарне скупштине Савета Европе Педро Аграмунт позвао је обе стране да поштују примирје и наставе путем мирних преговора. Он је такође позвао на повлачење свих јерменских оружаних снага са окупираних територија Азербејџана у складу са резолуцијама Савета безбедности УН[13].
- ОИК - Организација исламске конференције, осудила је „напад од стране јерменских снага на граници окупираних територија Азербејџана” и оптужила Јереван за „непоштовање једностраног прекида ватре” који је објавио Баку[13].
- ОДКБ - Портпарол шефа ЦСТО, Николај Бордјужа, изјавио је да сукоб мора бити решен преговорима. Бордјужа је додао да је азербејџанска страна „довела до ескалације ситуације и сукоба”.[14]

### Национални органи
- Сједињене Америчке Државе - Стејт департмент осудио је сукоб и позвао стране да „покажу уздржаност, избегну даљу ескалацију, и строго се придржавају прекида ватре.” Њихова изјава је да нестабилна ситуација на терену показује зашто стране морају да уђу у непосредне преговоре под покровитељством ОЕБС-а Минске групе на свеобухватном решењу сукоба. Подсјећају да не постоји војно решење за сукоб. Као земља копредседник, САД су чврсто посвећене раду са обе стране да постигну трајан мировни споразум.[15]
- Русија - Председник Руске Федерације Владимир Путин је позвао обе стране да окончају непријатељства и покажу уздржаност.[16] Председник Русије Владимир Путин одржао је 5. априла телефонски разговор са лидерима Јерменије и Азербејџана, Сержом Саргисјаном и Иљхамом Алијевим, о ситуацији у Нагорно-Карабаху[17]
- Турска - Турски председник Реџеп Тајип Ердоган заветовао се да ће Анкара подржавати свог савезника Азербејџан „до краја” у његовом сукобу са Јерменијом око спорног региона Нагорно-Карабах, након што је у жестоким сукобима страдало 30 војника на обе стране.[18] Турски премијер Ахмет Давутоглу осудио је јерменске нападе у спорном региону Нагорно-Карабах и поручио да ће Турска наставити да подржава Азербејџан у његовом сукобу са Јерменијом[19]